# Tortuga (Haiti)
Tortuga (francuski: Île de la Tortue, španjolski: Isla Tortuga, Kornjačin otok) je karipski otok u sastavu republike Haiti, uz sjeverozapadnu obalu Hispaniole. Površina otoka je 180 km² a broj stanovništva je 2003. iznosio 25,936. Tijekom 17. stoljeća, otok je bio jedno od glavnih središta karipskog piratstva. Turistička industrija i pojavljivanje u mnogim književnim i filmskim djelima su u od otoka učinili jedan od najprepoznatljivijih dijelova Haitija.